# إذاعة تونس الثقافية

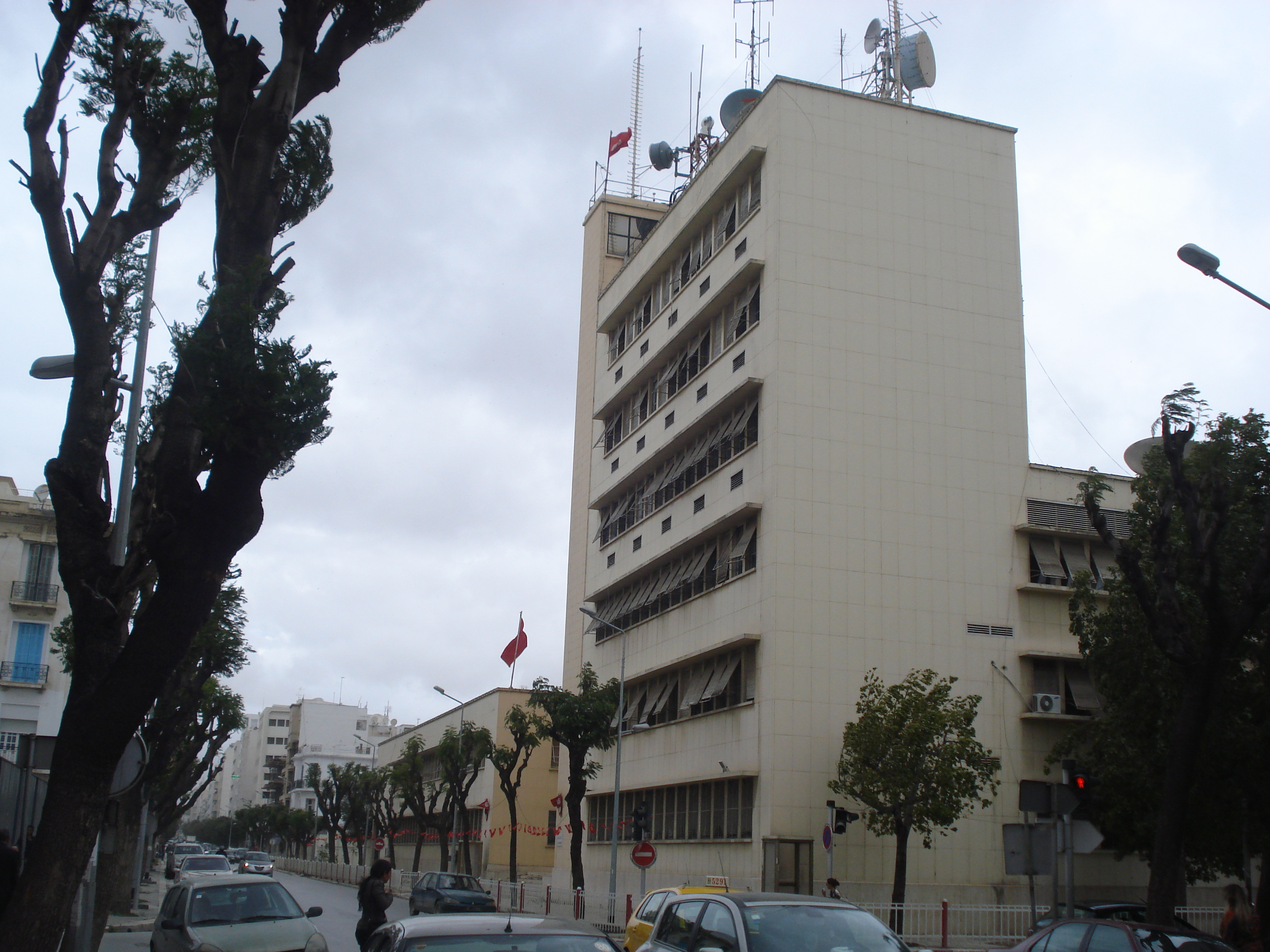
واجهة دار الإذاعة التونسية.

إذاعة تونس الثّقافيّة إذاعة حكومية تونسيّة انطلق بثّها في 29 ماي 2006 وهي تبثّ مدة 12 ساعة يوميا من دار الإذاعة التونسية.
وقد كان الدكتور أحمد الحذيري أستاذ اللغة والأداب العربية بكلية الآداب والعلوم الإنسانية بسوسة أول مدير لها اضطلع بأعباء التأسيس قبل أن يتم تكليف المدير الحالي السيد عز الدين العامري.

## مقالات ذات صلة
- قائمة إذاعات الراديو التونسية